# リュウキュウキッカサンゴ
リュウキュウキッカッサンゴ（琉球菊花珊瑚、学名:Echinopora lamellosa) はイシサンゴ目サザナミサンゴ科に属する珊瑚である。 学名は1795年にエシュペルによって記載された。

## 分布
日本の潮岬以南の太平洋西部、インド洋。

## 異名
- Echinopora reflexa (Dana, 1846)
- Echinopora undulata (Dana, 1846)